# 东咸 (星官)
东咸中国古代星官之一，属二十八宿东方七宿的房宿，含有4颗星，位于现代西方星座的蛇夫座。《甘石星经》载：
东咸四星，在房东北，主防淫佚。
清代的星表《仪象考成》，东咸增加了2颗星。

## 所含恒星及对应西方名称[1]
| 东咸一   | φ Oph     |
| 东咸二   | χ Oph     |
| 东咸三   | ψ Oph     |
| 东咸四   | ω Oph     |
|          |           |
| 东咸增一 | HIP 81724 |
| 东咸增二 | ω Oph     |